# Свен II (ярл Норвегії)
Свен Кнутссон (*Svend Knutsson, бл. 1016 — 1035) — ярл і фактичний володар Норвегії у 1030—1035 роках.

## Життєпис
Походив з династії Кнютлінгів. Один зі старших синів Канута I, короля Данії, Англії, Норвегії, та Ельфгіфи Нортгемптонської. Народився близько 1016 року.
У 1030 році після смерті ярла Гакона Еріксона король Канут Великий призначив сина Свена ярлом і намісником у Норвегії. Ймовірно він планував за заповітом розділити свої володіння, віддавши Свену Норвегію, Гаральду — Англію, а Хардекнуду — Данію.
З огляду на малолітство Свена Норвегією керувала його мати Ельфгіфу. Вона зміцнювала центральну владу, намагаючись ввести в Норвегії державну систему за данським зразком. Були підвищені податки, впроваджено нові повинності селян на користь короля, а також посилені покарання за низку кримінальних злочинів проти держави і громадського порядку. Це викликало обурення норвежців. У країні виник і став швидко поширюватися культ Святого Олафа, правління якого тепер згадували з вдячністю, і рух за відновлення давньої норвезької королівської династії Інглінгів проти Кнютлінгів.
У 1033 році стало відомо, що з Ірландії або Шотландії з військом виплив якийсь Трюґві, який називав себе сином Олафа II Святого і ірландської принцеси Гюди. Свену Кнутсону насилу вдалося зібрати військо, з яким він рушив на південь, де розраховував зустріти претендента. При цьому багато ярлів, зокрема Ейнар Черевотрус з роду ладе, і Кальве Арнассон відмовилися виступати на його боці. Вирішальна битва відбулася біля острова Букн (відома як битва при Сокнасунді), де ярл Свен здобув перемогу. Проте після цього його влада обмежувалася лише півднем Норвегії, оскільки багато ярлів повстали про центрального уряду.
У 1035 році, незадовго до смерті Кнуда Великого, з Новгорода повернувся Магнус Олафсон. Знать і бонди відразу визнали того королем. Свен разом з матір'ю, не маючи змоги чинити спротив, втекли до Данії, де він невдовзі помер.